# Campyliadelphus protensus
Campyliadelphus protensus là một loài rêu trong họ Amblystegiaceae. Loài này được Brid. Kanda mô tả khoa học đầu tiên năm 1975.